# Bilfinger
La Bilfinger SE (fino al 2012 Bilfinger Berger AG) è una società europea di ingegneria, costruzioni e servizi, la cui sede principale si trova a Mannheim in Germania. È quotata alla Borsa di Francoforte e fa parte dell'indice MDAX.

## Operazioni
La gamma di servizi offerti dalla Bilfinger va dal Council allo sviluppo, pianificazione, finanziamento e costruzione EPC chiavi in mano, alla gestione e manutenzione degli impianti stessi. Bilfinger ha l'ottavo posto nella classifica europea delle aziende di costruzione edilizia.
Bilfinger, in seguito alle acquisizioni ed alcune cessioni di anni recenti, non è più un'azienda edilizia di carattere classico ma ormai soprattutto un'azienda fornitrice di servizi per gli impianti industriali, le centrali elettriche e le costruzioni immobiliari sia pubbliche sia private.
Così, nel corso dell'anno 2010 una percentuale corrispondente all'incirca all'80 per cento del totale degli affari è stata apportata dai servizi, mentre giusto il restante saldo del 20 per cento deriva dalle costruzioni vere e proprie.

## Storia

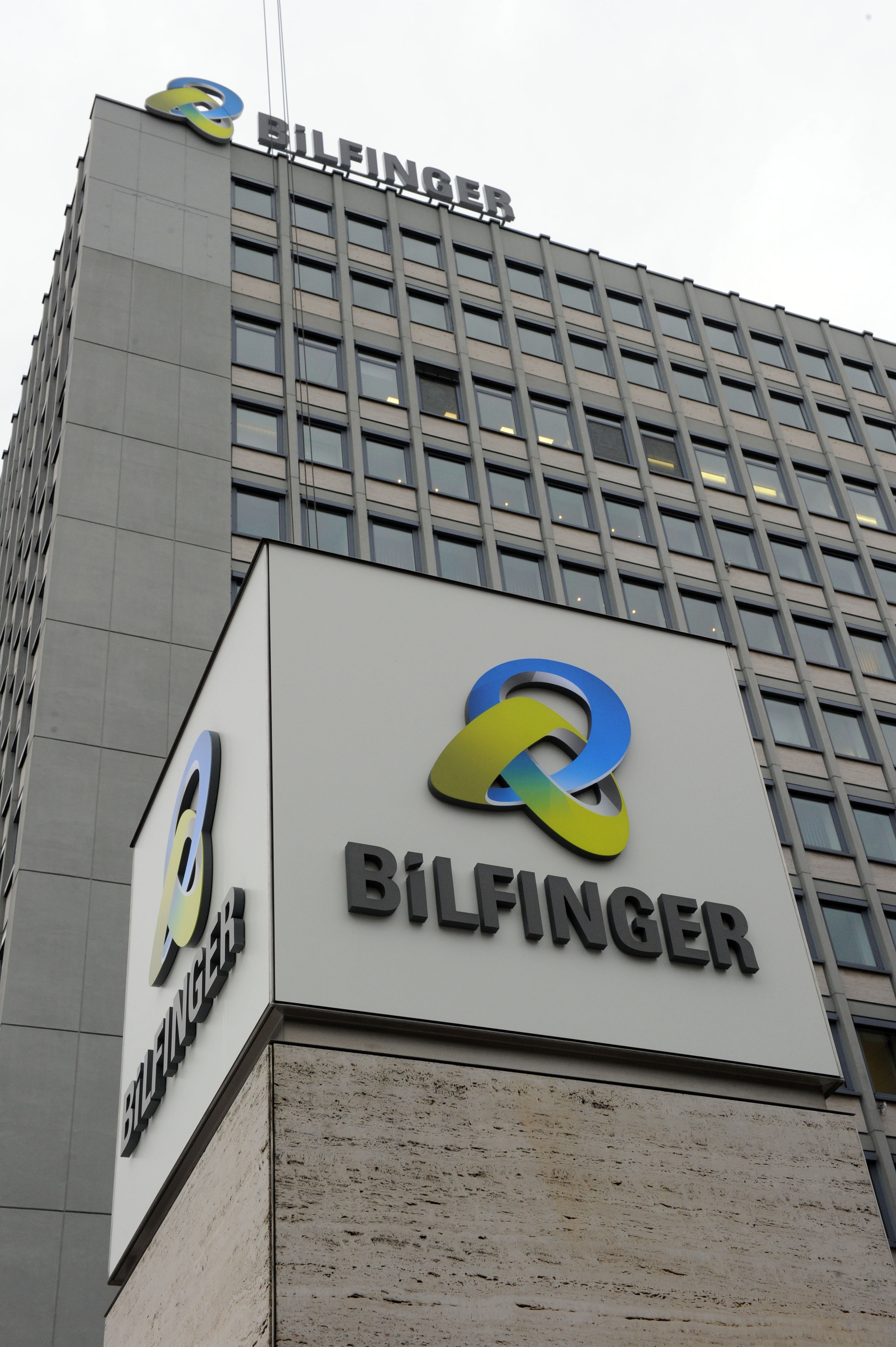
Sede centrale a Mannheim

La storia di Bilfinger risale al 1880, quando Août Bernatz fondò un'azienda d'ingegneria che a partire dal 1886 divenne conosciuta come Bernatz & Grün e poi, dal 1892, come Grün & Bilfinger.
Nel 1970 Grün & Bilfinger acquisisce una partecipazione maggioritaria in Julius Berger-Bauboag AG, a sua volta frutto di una fusione di due distinte società, Julius Berger Tiefbau AG e Berlinische Boden-Gesellschaft AG, entrambe fondate nel 1890. Cinque anni dopo – ovvero nel 1975 – la joint-venture, totalmente fusa ed integrata, prese infine il nome Bilfinger & Berger Bauaktiengesellschaft.
Nel 2001, il Gruppo ha definitivamente cambiato il proprio nome in Bilfinger Berger AG. Nel 2005, Bilfinger ha acquisito il Gruppo Babcock Borsig Service da Deutsche Beteiligungs.
Nell'ottobre 2009, Bilfinger ha acquisito direttamente tutte le azioni del Gruppe MCE Beteiligungsverwaltungs GmbH, un'azienda austriaca di Linz specializzata nella progettazione, la costruzione, l'installazione ed i successivi lavori di manutenzione degli impianti nelle industrie di trasformazione nel settore dell'energia.
Nel novembre 2009, Bilfinger annunciò che intendeva entrare in Borsa in Australia immettendo il titolo Bilfinger sull'Australian Securities Exchange tramite un'offerta pubblica iniziale (IPO). Il prospetto relativo all'introduzione in Borsa della nuova entità australiana, rispondente peraltro al nome di Valemus, venne pubblicato nel giugno 2010 e la società avrebbe dovuto essere quotata sull'ASE in luglio. Meno di un anno dopo, nel marzo 2011, la società Valemus è stata acquisita dalla Lend Lease Infrastructure.
Negli ultimi anni, Bilfinger ha diversificato orientando le proprie attività nel settore dei servizi. Nel 2010 i servizi hanno contribuito all'80% del volume del Gruppo, la produzione totale è risultata essere di € 8.123 milioni e l'EBIT della Divisione dei servizi è salito a € 297 milioni. Nel novembre 2011, Bilfinger ha acquisito il Gruppo Neo, che si trova a Surat, nello Stato del Gujarat, situato a Nord ovest dell'India. Nel 2012, il Gruppo ha cambiato il proprio nome in Bilfinger SE.

## Cronologia
| Anno | Tappa rilevante                                                                                                 |
| 1880 | Creazione di Bernatz Ingenieurwissenschaft.                                                                     |
| 1886 | Cambio del nome dell'azienda in Bernatz & Grün.                                                                 |
| 1892 | Cambio del nome dell'azienda in Grün & Bilfinger.                                                               |
| 1970 | Grün & Bilfinger acquisisce una partecipazione maggioritaria in Julius Berger-Bauboag AG.                       |
| 1975 | La joint venture si fonde ed integra completamente, assumendo il nome Bilfinger & Berger Bauaktiengesellschaft. |
| 1994 | Acquisto dell'azienda Razel.                                                                                    |
| 2001 | Cambio del nome dell'azienda in Bilfinger Berger AG.                                                            |
| 2005 | Acquisizione di Babcock Borsig Service Group.                                                                   |
| 2008 | Vendita dell'azienda Razel acquisita da poco al gruppo francese Fayat per 137 milioni di Euro.                  |
| 2009 | Bilfinger si disimpegna dai lavori pubblici e punta sui Servizi.[12].                                           |
| 2010 | Bilfinger assume la forma giuridica di Società per azioni di diritto europeo (SE, Societas Europaea).           |
| 2012 | Cambio del nome dell'azienda in Bilfinger SE.                                                                   |

## Presenza globale
La presenza mondiale del gruppo Bilfinger si estende su cinque continenti con filiali e progetti operativi in Europa, negli Stati Uniti, nel Sud Est asiatico, in Africa ed in Australia.

## Organizzazione dell'azienda

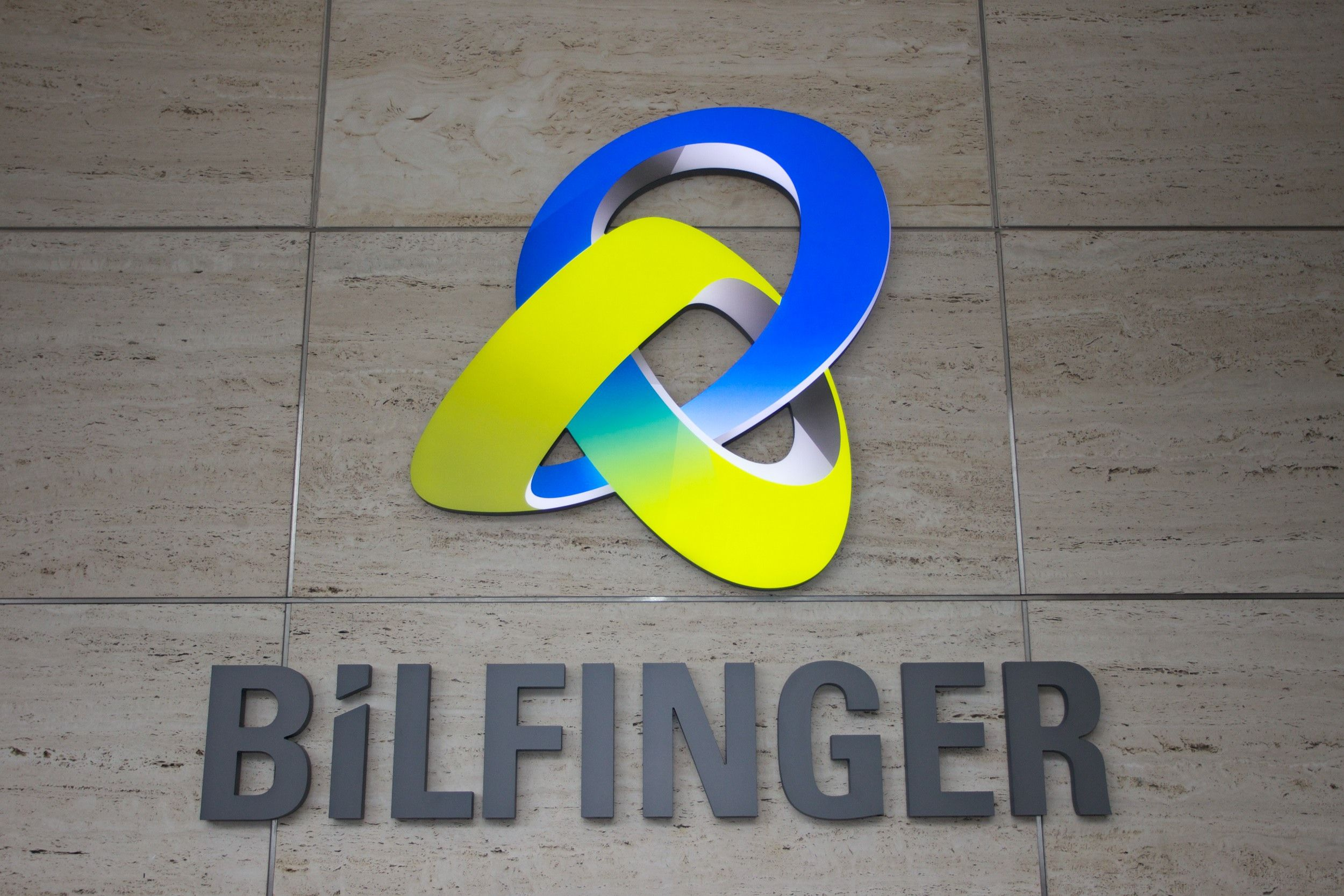
Bilfinger Logo all'ingresso della sede centrale

Bilfinger nel 2012 ha stabilito una nuova struttura aziendale basata sull'evoluzione del Gruppo e la nuova ripartizione delle attività d'affari prioritarie.

### Industrial
- Industrial Services
- Industrial Technologies

### Power
- Power Systems

### Building and Facility
- Building
- Facility Services
- Government Services

### Construction
- Construction
- Infrastructure

### Concessions
- Project Investments

## Assetti proprietari
La società Bilfinger è quotata alla Borsa di Francoforte fa parte della composizione dell'indice MDAX e le sue azioni corrispondono all' ISIN DE0005909006 (WKN 590 900).
Negli ultimi anni la resa delle azioni è andata via via crescendo: nel 2008 il dividendo è stato di € 1,85 per azione, nel 2009 di € 2,00. Il dividendo per l'anno fiscale 2010 è stato pari a 2,50 €, per 2011 a €2,50 più un bonus di € 0,90.
A fine del 2011 vi erano circa 46.024.000 titoli azionari in circolazione, che rappresentano una capitalizzazione di mercato pari a 3.032 miliardi. Difatti già nel 2011, con una percentuale del 3,7% sul totale, la Bilfinger SE risulta essere uno dei valori più grandi nell'indice MDAX della Borsa tedesca.
Principali azionisti
| Quote | Azionisti                     |
| ----- | ----------------------------- |
| 12%   | Investitore privato           |
| 28%   | Azionisti Germania            |
| 19%   | Azionisti Svizzera            |
| 15%   | Azionisti Gran Bretagna       |
| 10%   | Azionisti Stati Uniti         |
| 4%    | Azionisti Francia             |
| 3%    | Azionisti Scandinavia         |
| 2%    | Azionisti Benelux             |
| 1%    | Azionisti Canada              |
| 2%    | Altri azionisti               |
| 4%    | Bilfinger SE (azioni proprie) |

Dati aggiornati al 30 giugno 2012.

## Grandi progetti
I grandi progetti hanno sinora incluso il Ponte di Remagen o Ponte Ludendorff, a Remagen completato nel 1919, il Busch Memorial Stadium completato nel 1966 lo Stadio olimpico di Monaco di Baviera completato nel 1972, il Teatro dell'opera di Sydney completato nel 1973, la Dresdner Bank Tower, completata nel 1978, la Diga di Oymapınar in Turchia, completata nel 1984, il Ponte Mỹ Thuận in Vietnam completato nel 2000, il Ponte del Centenario sul Canale di Panama completato nel 2004, il ponte di Svinesund fra Svezia e la Norvegia completato nel 2005, il ponte Golden Ears bridge presso Vancouver in Canada completato nel giugno 2009 ed il Ponte Phu My Bridge in Vietnam completato nel 2009.

### Lista delle grandi opere in corso
- La costruzione chiavi in mano di un intero quartiere di Doha, Qatar.
- Costruzione del nuovo bacino elevatore per navi sul canale Hohenzollern fra l'Oder e l'Havel presso Niederfinow, (Germania), che dovrebbe essere completato nel 2012.[19]
- Restauro e riconversione del Sonnenstein Schloss in Uffici amministrativi della Svizzera Sassone-Osterzgebirge, in Pirna, (Germania), lavori che dovrebbero completarsi nel 2012.[20]
- Realizzazione del Blocco 9 della Centrale elettrica di larga scala a Mannheim, (Germania), che dovrebbe essere completato nel 2013.[21]
- Costruzione della nuova rete tramviaria di Edimburgo, Scozia, lavori che dovrebbero essere completati nel 2014.[22]
- Costruzione in consorzio con Implenia, Frutiger AG e Pizzarotti[23] della sezione Sedrun del tunnel di base del San Gottardo, Italia, che dovrebbe essere completata nel 2015.[24]
- Costruzione della linea Nord-Sud della metropolitana nel centro di Colonia, (Germania), che dovrebbe essere completata nel 2017[25]
- Costruzione della metropolitana U5 "Unter den Linden" a Berlino (Germania)[26]